# Алгебрически затворено поле
В математиката, полето F се нарича алгебрическо затворено, ако всеки полином на една променлива от степен поне 1 и с коефициенти във F има корен във F.

## Примери
Полето на реалните числа не е алгебрически затворено, тъй като полинома
{\displaystyle x^{2}+1=0},
който има за коефициенти реални числа, няма реално решение. Полето на комплексните числа, обаче, е алгебрически затворено - това гласи основната теорема на алгебрата. Полето на алгебричните числа също е алгебрически затворено.